# Borovickaja metróállomás
A moszkvai metró Borovickaja állomása a 9-es számú, szürke színnel jelzett, Szerpuhovszko-Tyimirjazevszkaja nevű vonalon helyezkedik el a Kreml, illetve az annak fala mentén húzódó Alekszandrovszkij szad (Sándor-kert) közelében. Nevét a Kreml közeli Borovickaja tornyáról kapta.
Az állomás az Arbat kerületben, a moszkvai Központi közigazgatási körzetben fekszik, és a legnagyobb moszkvai metró-csomópont része: négy metróvonal kereszteződik itt, amelyek többi három állomása az Arbatszkaja (Arbatszko-Pokrovszkaja vonal), a Bibliotyeka imenyi Lenyina (Szokolnyicseszkaja vonal), valamint az Alekszandrovszkij szad metróállomás (Filjovszkaja vonal).
1986. január 23-án nyitották meg az innen a Szerpuhovszkaja állomásig kiépített új szakasz keretében. Ez lett a moszkvai metró 131. állomása, és kiépítésével jött létre az első, négy metróvonalat összekötő csomópont Moszkvában.
Az állomás forgalma elsősorban átszálló jellegű. 1999-es adatok szerint az állomás forgalma a saját felszíni előcsarnokán keresztül napi átlag 15 020 fő volt, ugyanakkor az átszálló forgalom az Arbatszkaja állomás irányában 140 400 fő, a Bibliotyeka imenyi Lenyina állomás irányában pedig 190 300 fő volt.

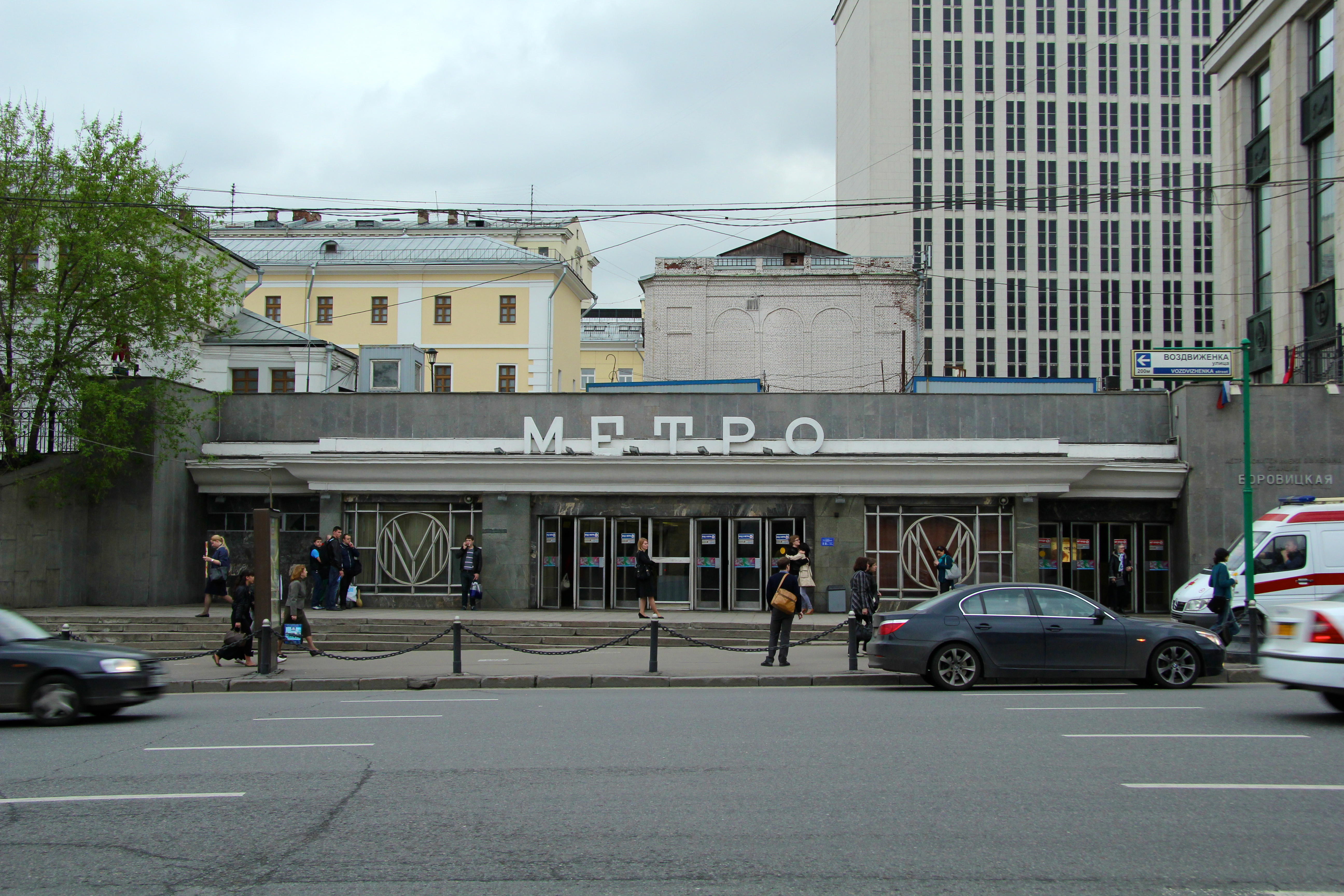
Felszíni előcsarnok
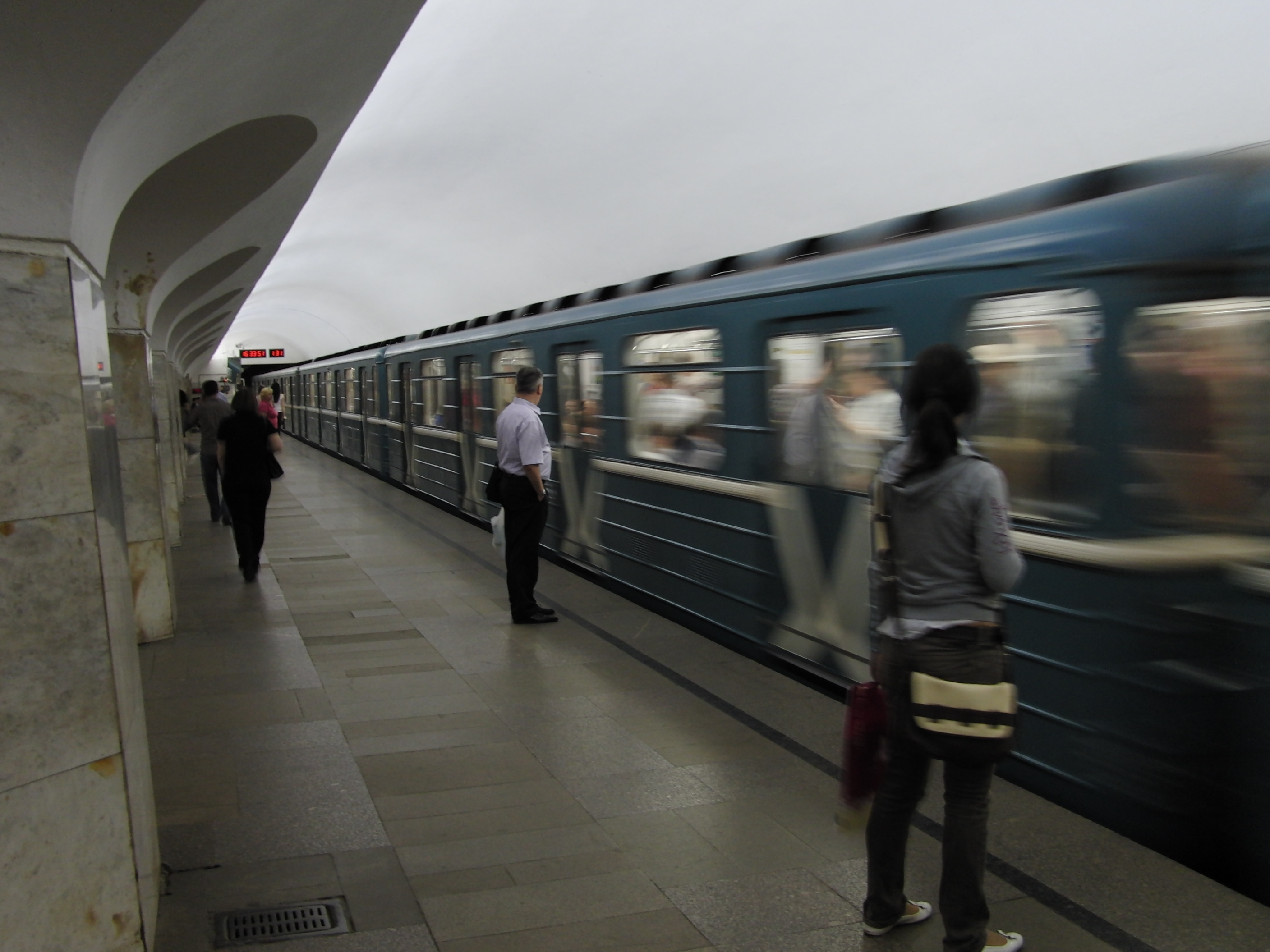
Peron
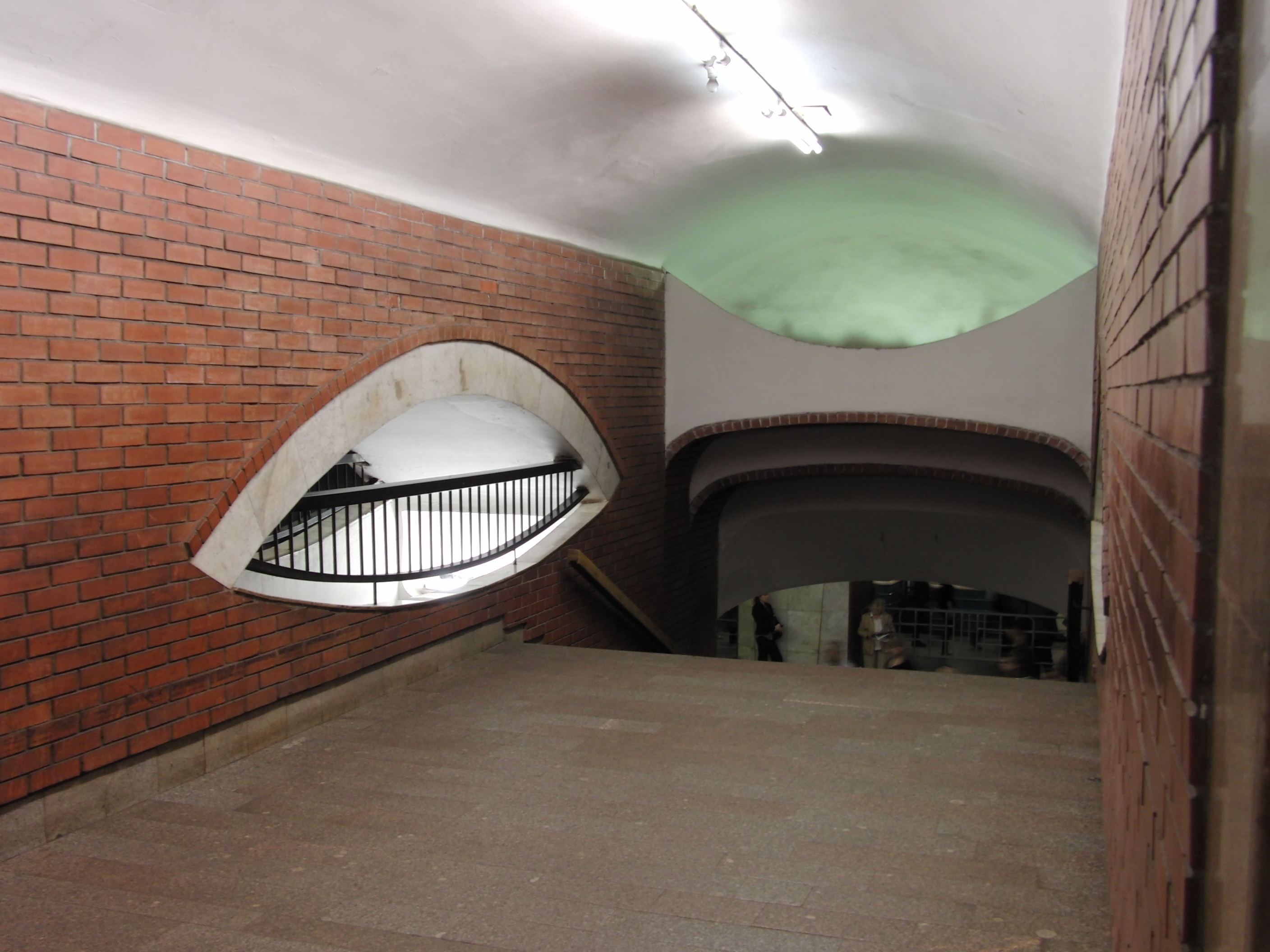
Átjáró a Bibliotyeka imenyi Lenyina állomásra

## Fordítás
- Ez a szócikk részben vagy egészben  a(z)   Боровицкая (станция метро) című orosz Wikipédia-szócikk ezen változatának fordításán alapul.  Az eredeti cikk szerkesztőit annak laptörténete sorolja fel. Ez a jelzés csupán a megfogalmazás eredetét és a szerzői jogokat jelzi, nem szolgál a cikkben szereplő információk forrásmegjelöléseként.